# 裏切りの荒野
『裏切りの荒野』（うらぎりのこうや、原題：L'uomo, l'orgoglio, la vendetta、英語表記：Man, Pride and Vengeance）は、1967年公開のマカロニ・ウェスタン。プロスペル・メリメの小説『カルメン』を西部劇にアレンジした作品。

## あらすじ
セビリアの工場警備を担当するホセ軍曹は、仕事を求めてやってきたロマの女カルメンを工場に入れるが、彼女は他の女と口論になり相手を半殺しにしたため警察に突き出されることになる。ホセは護送役を任されるが、カルメンに言い包められて警護を緩めたために彼女に逃げられてしまう。ホセは営倉送りになり、兵卒に降格されてしまう。ある日、ホセは大佐の屋敷で開かれたパーティーの警備を担当していたが、そこに大佐に招かれたカルメンと再会する。ホセはカルメンを警察に突き出そうとするが、彼女に「愛している」と言われ、そのまま一夜を共にするが、翌朝になると彼女に冷たく追い出されてしまう。
夜警の任務に就いたホセだったが、カルメンのことを忘れられずにいた。そこにカルメンが現れ、「密輸品を持ち出すために、仲間を見逃してほしい」と頼み込む。ホセは拒否するが、激高したカルメンに振り回され、密輸品の持ち出しを黙認する。翌日、カルメンは見逃した報酬を渡してホセを追い出そうとするが、教会で懺悔する彼に「伯爵夫人から真っ当な仕事をもらった」と告げ、伯爵夫人の屋敷に案内し、そこで別れる。しかし、ホセがカルメンを尾行すると、彼女は仲間のドロテアの家に入っていく。ホセがドロテアの家に乗り込むと、そこには上官である中尉がおり、カルメンを巡り殴り合いになる。ホセは勢いで中尉を殺してしまい、警察に追われる身となってしまう。
ホセはカルメンの泥棒仲間ダンクロイとレメンダードの元に匿われる。居場所を失ったホセはカルメンと新しい人生を歩むことを考え、カルメンたちが計画する金塊強奪計画に参加することになる。ホセは犠牲者を出さずに金塊を盗み出す作戦を立て準備を進めるが、そこにカルメンの夫で脱獄囚のガルシアが計画に加わる。ホセは手筈通りに金塊を運ぶイギリス外交官の馬車を足止めし、召使として潜り込んでいたカルメンと金塊を積んだ馬車を奪い出すことに成功するが、ガルシアが外交官の護衛を射殺してしまい、作戦が台無しになってしまう。さらに、ガルシアは銃撃され負傷したレメンダードを「足手まといになる」として射殺したため、ホセの怒りを買う。ガルシアは、カルメンに付近の村から食料や衣服を調達するように命じ、彼女がいなくなった後に金塊を独り占めしようとしてホセに襲いかかる。ホセは揉み合いの末にガルシアを殺し、ダンクロイと共に山を下りる。
二人の元に合流したカルメンは、闘牛士のルーカスから食料や金をもらい、彼のいる町に来るように促す。ダンクロイは警察が迫っていることを理由に反対し、信用できないカルメンを置いて二人で金塊を山分けしようと提案するが、ホセはカルメンを連れ戻そうと説得を試みる。カルメンは「アメリカ行きの船が出る海岸で落ち合う」と約束するが、時間になっても彼女は現れず、ダンクロイは「カルメンはルーカスと恋仲で、ここには来ない」と伝える。しかし、ホセはカルメンを諦めきれず、金塊をダンクロイに譲り、一人で町に向かう。カルメンに詰め寄るホセに対し、彼女は「自分が自由になりたかっただけ。誰のことも愛していない」と逆上する。ホセはそれでもカルメンに愛を語るが拒絶され、彼女を殺してしまう。そこに警察が現れ、ホセは海岸に逃げ込むが、既に船は出航しており、追い着いた警察によって射殺される。

## キャスト
| 役名             | 俳優                   | 日本語吹替   | 日本語吹替   |
| 役名             | 俳優                   | フジテレビ版 | TBS版        |
| ---------------- | ---------------------- | ------------ | ------------ |
| ドン・ホセ       | フランコ・ネロ         | 納谷悟朗     | 森川公也     |
| カルメン         | ティナ・オーモン       | 池田昌子     | 二階堂有希子 |
| ミゲル・ガルシア | クラウス・キンスキー   | 千葉耕市     | 青野武       |
| ダンクロイ       | グイド・ロロブリジーダ |              |              |
| 中尉             | フランコ・レッセル     | 八奈見乗児   |              |
| 外交官           | カール・シャーンバック |              |              |
| レメンダード     | アルベルト・デラクア   | 西川幾雄     |              |
| ドロテア         | マルシア・ヴァレリ     |              |              |

- フジテレビ版：初回放送1972年1月28日『ゴールデン洋画劇場』
- TBS版：初回放送1976年2月2日『月曜ロードショー』